# 奧克格羅夫 (密蘇里州傑克遜縣)
奧克格羅夫（英語：Oak Grove）是位於美國密蘇里州傑克遜縣及拉法葉縣的城市。

## 人口
根據2020年美國人口普查的數據，奧克格羅夫的面積為16.65平方千米，當中陸地面積為16.60平方千米，而水域面積為0.05平方千米。當地共有人口8157人，而人口密度為每平方千米490人。